# Semion Budionny

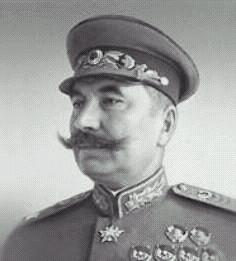
Semion Mikhailovich Budionny (1943)

Semion Mikhailovich Budionny (pronúnciaⓘ; em russo:  Семён Миха́йлович Будённый; Platovskaya, 25 de Abril [Calend. juliano: 13 de Abril] 1883 - Moscou, 26 de outubro de 1973), foi um comandante militar, político e um aliado próximo do líder soviético Joseph Stalin. Marechal da União Soviética (1935). Após servir na cavalaria do Império Russo durante a Primeira Guerra Mundial, destacou-se como comandante do 1º Exército de Cavalaria Bolchevique durante a Guerra Civil Russa e a Guerra Polaco-Soviética. Em 1941 comandou um Exército russo durante a primeira fase da invasão alemã (Operação Barbarossa)